# Dikoleps
Dikoleps là một chi ốc biển, là động vật thân mềm chân bụng sống ở biển trong họ Skeneidae.

## Các loài
Các loài trong chi Dikoleps gồm có:
- Dikoleps cutleriana (Clark, 1848)[2]
- Dikoleps depressa (Monterosato, 1880)[3]
- Dikoleps marianae (Rubio, Dantart & Luque, 1998)[4]
- Dikoleps nitens (Philippi, 1844)[5]
- Dikoleps pruinosa (Chaster, 1896)[6]
- Dikoleps pusilla (Jeffreys, 1847)[7]
- Dikoleps rolani (Rubio, Dantart & Luque, 1998)[8]
- Dikoleps templadoi Rubio, Dantart & Luque, 2004[9]
- Dikoleps umbilicostriata (Gaglini, 1987)[10]